# OpTic Gaming
OpTic Gaming — киберспортивная организация со штаб-квартирой в городе Фриско, Техас. Владеет командами по Call of Duty (под названием OpTic Texas), Overwatch, Rocket League и Halo. В прошлом организация принимала участие в соревнованиях по Counter-Strike: Global Offensive, Gears of War 4, PlayerUnknown’s Battlegrounds, Fortnite: Battle Royale, Dota 2, League of Legends, Valorant и Apex Legends.

## История

### Основание.Call of Duty

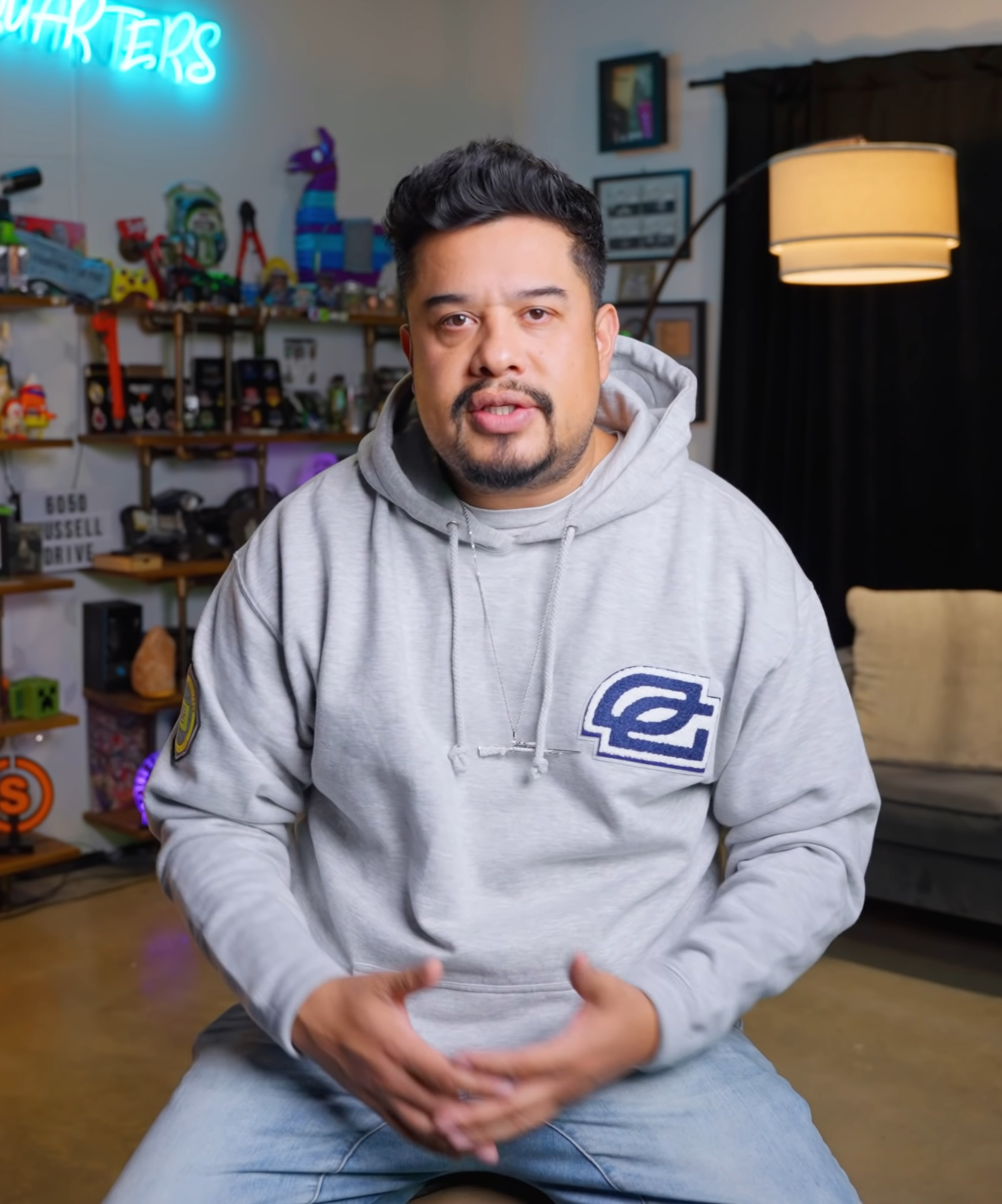
Гектор «H3CZ» Родригез

OpTic Gaming была основана в 2006 году и представляла собой местную команду по Call of Duty 2 (Xbox 360). В 2007 году глава и капитан клана Райан Муссельман ушёл из киберспорта, передав управление над OpTic Gaming одному из игроков команды Гектору «H3CZ» Родригезу. Через два года Гектор создал Youtube-канал с хайлайтами и нарезками из Call of Duty под названием OpTic Nation, который собрал вокруг себя значительную часть поклонников CoD. В 2010 году ему пришла идея собрать новый состав OpTic Gaming, набрав игроков среди хайлатеров со своего Youtube-канала. Новая команда не стала фаворитом турниров, однако имела большую фан-базу, в связи с чем была приглашена на Call of Duty: Experience 2011. CoD XP 2011 представляло собой собрание поклонников Call of Duty, в рамках которого была презентована новая игра серии Call of Duty: Modern Warfare 3. После презентации по новой игре состоялся киберспортивный турнир с призовым фондом 1 000 000 $, который выиграла OpTic Gaming.
В 2016 году команда совместно с киберспортивным комментатором Райаном «Fwiz» Уайаттом выпустила книгу «OpTic Gaming: The Making of eSports Champions», в которой описываются появление, рост и популярность киберспорта и истории успеха игроков OpTic Gaming по Call of Duty. Книга попала в список бестселлеров The New York Times, а права на её экранизацию приобрели продюсеры Джон Сакки и Мэтт Грош.

## Действующие подразделения
Состав по Call of Duty победитель чемпионата мира Call of Duty World League Championship 2017.

## Закрытые подразделения

### Counter-Strike: Global Offensive

#### Первый состав (январь 2016 — август 2017)
В январе 2016 года OpTic Gaming открыла своё подразделение по Counter-Strike: Global Offensive, выкупив бывший состав команды Conquest. В него вошли Дамиан «daps» Стил, Уильям «RUSH» Вежба, Кит «NAF» Маркович, Шазиб «ShahZaM» Хан и Пётр «stanislaw» Яргуз. Новая команда прошла отборочные к ELEAGUE Season 1, однако заняла на основном турнире 13—16 место. Отборочные (минор-турниры) к MLG Columbus 2016 также оказались неудачными, команда не смогла выйти на мейджор. После этого в составе произошли изменения: ShahZaM был заменён на Оскара «mixwell» Канелласа из команды gBots.
На следующих минор-турнирах (Americas Minor Championship 2016 — Cologne) OpTic Gaming заняла первое место, обеспечив выход на ESL One Cologne 2016. Однако на самом мейджоре команда заняла последнее место. После серии плохих результатов OpTic исключила Петра «stanislaw» Яргуза, позвав вместо него Тарика «tarik» Целика, игравшего в Counter Logic Gaming до середины июля. Однако через месяц stanislaw вернулся, заменив капитана Дамиана «daps» Стила.
Последующие результаты OpTic Gaming заметно улучшились. На Northern Arena Montreal они заняли второе место в своей группе и вышли в плей-офф, победив датскую команду Heroic, а затем одержали победу над G2 в финале. Однако затем последовала неудача на Dreamhack Winter, где они заняли последнее место. В середине октября начался ELEAGUE Season 2, на котором OpTic показала высокий результат, одолев Astralis в финале. За победу команда получила 400 000 $ призовых.
На следующем турнире ECS Season 2 OpTic вновь встретились в финале с Astralis, но на этот раз уступили и заняли второе место. На ELEAGUE Major: Atlanta 2017 команда вылетела с группового этапа, заняв 12—14 место. После турнира stanislaw неожиданно покинул команду и перешёл в Team Liquid. В августе RUSH и tarik перешли в Cloud9.

#### Второй состав (август 2017 — февраль 2018)
Во втором составе, состоящем из европейских игроков, капитаном стал бывший игрок Ninjas in Pyjamas Адам «friberg» Фриберг. Помимо mixwell к команде присоединился бывший игрок FaZe Clan Алекси «allu» Ялли, Эмиль «Magisk» Рейф и Кевин «HS» Тарн. На турнире CyberPowerPC Extreme Gaming Series Fall 2017 им удалось занять 3-4 место. Первым LAN-турниром стал европейский минор в Бостоне (European Minor Championship — Eleague Major 2018) на котором команда заняла третье место и не прошла на ELEAGUE Major: Boston 2018. После этого OpTic Gaming удалось пройти на IEM Oakland, на котором она заняла 5—6 место, проиграв со счётом 2:0 составу SK Gaming. В декабре команда прошла в финал лиги ECS Season 4, где заняла 5—6 место. В январе OpTic стали сниматься с турниров, состав покинули Magisk, mixwell и ImAPet.
Позже mixwell в интервью HLTV расскажет о том, что у команды не получилось стать единым целым: «Между нами не было химии, а возникшие проблемы не решались должным образом всей командой. Кто-то пытался найти „козла отпущения“, а кто-то видел проблемы там, где их нет».

#### Третий состав (февраль 2018 — октябрь 2019)
7 февраля 2018 года OpTic объявила о новом составе, в который вернулись ShahZaM и stanislaw. К ним присоединились Кристиан «k0nfig» Винеке, Рене «cajunb» Борг и Никлас «gade» Гейд. Команда имела средние результаты в онлайн-турнирах, что привело к тому, что спустя два месяца после формирования состав был полностью изменён. Вместо ShahZaM, stanislaw и тренера ImAPet OpTic приобрели Snappi и JUGi из Heroic, а также бывшего тренера North Каспера «ruggah» Дуэ. По информации датского портала BT, покупка Snappi и JUGi обошлась OpTic ценой около 500 000 долларов. Команда стала состоять полностью из датчан. На отборочном турнире к мейджору (Europe Minor Championship — London 2018) OpTic заняла второе место и прошла на FACEIT Major: London 2018. На мейджоре команда заняла 17—19 место. 11 октября 2019 года состав команды распался.

#### Optic India и forsaken
2 июня 2018 года OpTic открыли второй состав по CS:GO, состоящий из индийских игроков. В команду вошли Сабайсачи «Antidote» Бозе, Агнея «Marzil» Кушик, Нихил «forsaken» Кумават, Ришабх «Formless» Томар и Вишал «haivaan» Шарма. Для отбора игроков организация проводила отборочный тур, в котором приняли участие 1400 человек.
19 октября 2018 года во время одной из игр на турнире eXTREMESLAND ZOWIE Asia в 2018 году в Шанхае на использовании читов (аимбота) поймали игрока forsaken. Точность стрельбы вызвала подозрение у наблюдателей и организаторы турнира решили проверить его компьютер. На жестком диске они нашли чит, переименованный в «word.exe», что стало мемом в киберспортивном сообществе.В ходе дальнейшего расследования сотрудники ESL India пришли к выводу, что Кумават использовал читы и на других турнирах, в частности, India Premiership Fall Finals, после чего ESIC наложили на спортсмена пятилетний запрет на выступления. В тот же день OpTic Gaming закрыла подразделение в Индии.
24 октября forsaken признался в использовании читов и извинился перед сообществом, а также заявил, что его тиммейты не знали про чит. Издание VPEsports пришло к выводам, что руководители клуба заранее знали о плохой репутации Кумавата в индийском киберспортивном сообществе и даже подозревали, что тот использует читы, но закрыли глаза на ситуацию.

### Valorant

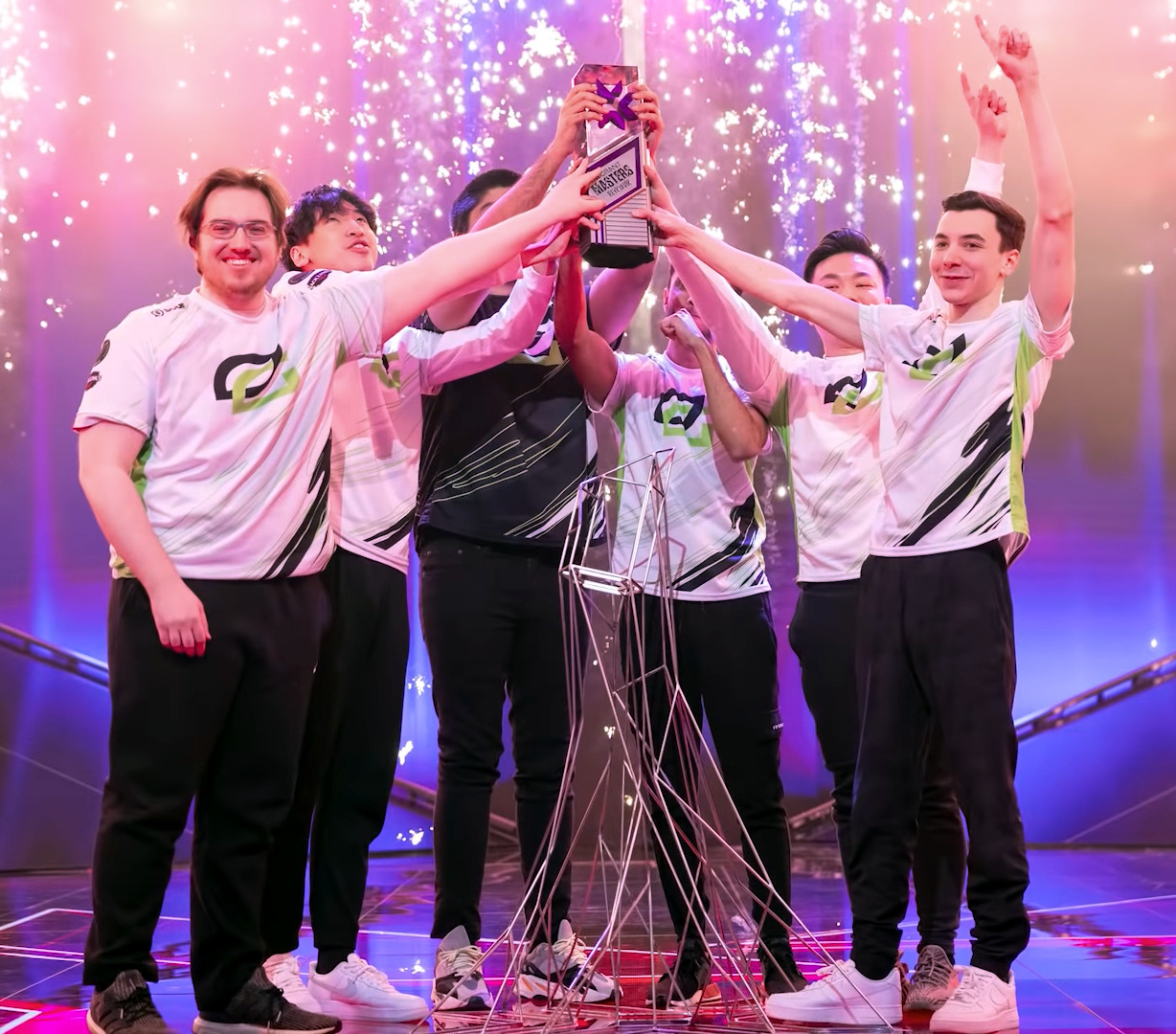
OpTic Gaming — победители Valorant Masters Reykjavík 2022

Команда по Valorant досталась OpTic Gaming после их слияния с компанией Envy Gaming в 2021 году. В состав команды вошли внутриигровой лидер Пуджан «FNS» Мехта, Остин «crashies» Робертс, Виктор «Victor» Вонг, Джейкоб «yay» Уайтекер и Джимми «Marved» Нгуен, а также главный тренер Чет «Chet» Сингх. Весной команда выиграла VCT 2022: Stage 1 Masters — Reykjavík, а осенью заняла второе место на чемпионате мира — VALORANT Champions 2022. Вся команда была распущена после того, как Riot Games не пригласили OpTic на следующий VALORANT Champions Tour 2023.

## Книги
- Rodriguez, Hector. OpTic Gaming: The Making of eSports Champions / Rodriguez, Hector, Haag, Matthew, Abner, Seth … [и др.]. — HarperCollins, May 17, 2016. — ISBN 9780062449306.